# Sideridis codyi
Sideridis codyi là một loài bướm đêm trong họ Noctuidae.